# Різдвяний вінок

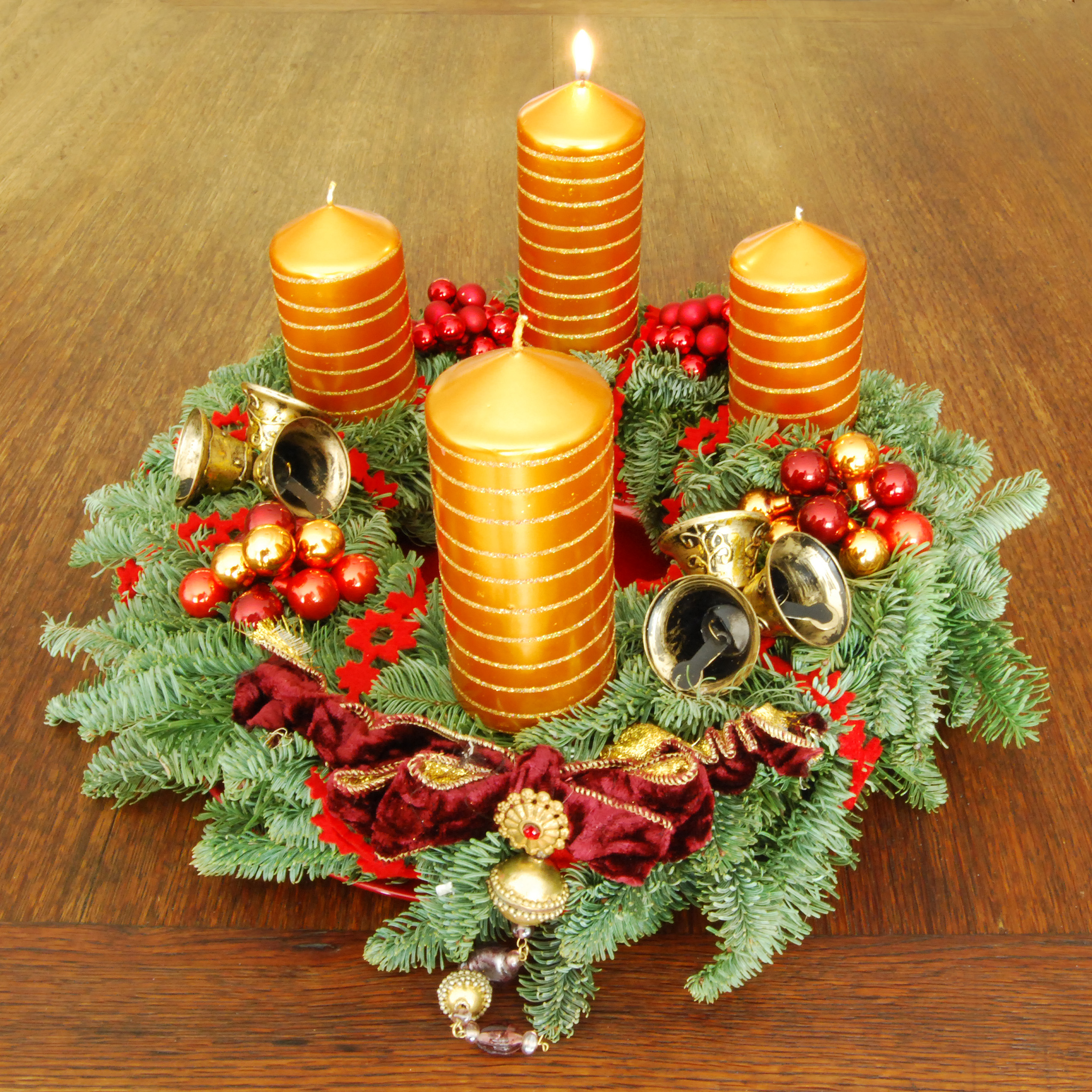
Різдвяний вінок у першу неділю Адвенту

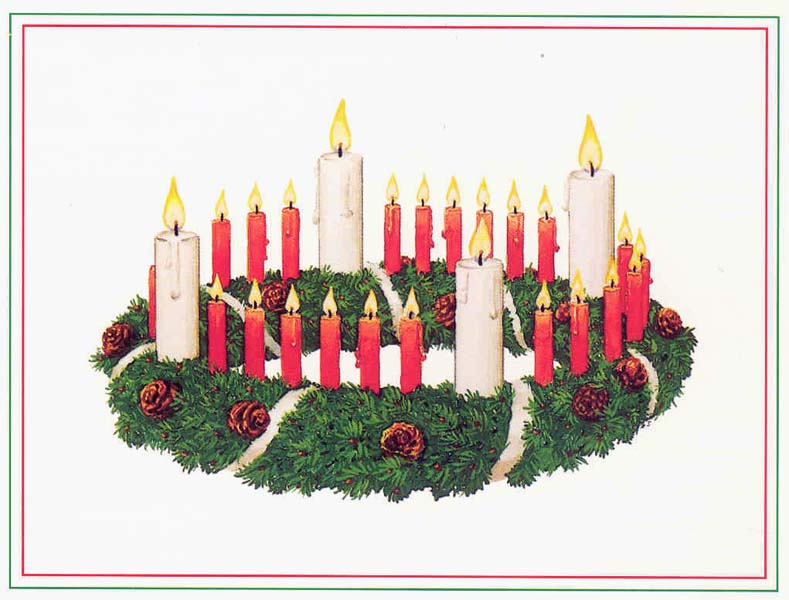
Різдвяний вінок Віхерна

Різдвяний вінок — типова прикраса у будинках в передріздвяний час у формі вінка з ялинових гілок з чотирма свічками, яку закріплюють вертикально або встановлюють на стіл. В першу з чотирьох неділь Адвенту запалюється перша свічка, наступного тижня — друга і т. д.

## Історія
Різдвяний вінок був введений в різдвяні традиції гамбурзьким та лютеранським теологом Йоганном Гінріхом Віхерна, який взяв на виховання декількох дітей із сімей бідняків. У Адвент діти постійно запитували вихователя, коли ж настане Різдво. Щоб діти могли відраховувати дні до Різдва, в 1839 році Віхерн змайстрував зі старого дерев'яного колеса вінок, прикрашений двадцятьма чотирма малими червоними і чотирма великими білими свічками. Щоранку в цьому вінку запалювалося по одній маленькій свічці, до яких по неділях додавалася велика свічка.

## Символізм
У символіці різдвяного вінка виділяється кілька значень. Спочатку додавання світла у вінку символізувало зростаюче очікування народження Христа, «світла миру». До цього додалися додаткові значення, обумовлені круглою формою, символікою вінка, зеленню ялини, кольором свічок і декоративних стрічок. Різдвяний вінок з чотирма свічками асоціюється з земною кулею і чотирма сторонами світу. Коло символізує вічне життя, яке дарує Воскресіння, зелень — колір життя, а свічки — світло, яке освітить світ в Різдво.

## Особливості
Католицькі різдвяні вінки часто прикрашаються трьома фіолетовими та одною рожевою свічкою відповідно до літургійних кольорів богослужінь адвенту. Рожеву свічку запалюють у третю неділю Адвенту, яка має назву Gaudete (Радійте!).